# Software pro odstraňování metadat
Software pro odstraňování metadat je typ softwaru určený k ochraně soukromí svých uživatelů odstraněním metadat potenciálně ohrožujících soukromí ze souborů před jejich sdílením s ostatními, např. zasláním jako přílohy e-mailu nebo zveřejněním na webu.
Metadata se nacházejí v mnoha typech souborů, jako jsou dokumenty, tabulky, prezentace, obrázky, zvuk a video. Mohou obsahovat informace, jako jsou podrobnosti o autorech souboru, data vytvoření a úpravy souboru, geografické umístění, historie revizí dokumentu, miniatury a komentáře. Metadata mohou k souborům přidávat uživatelé, ale některá se do souborů často přidávají automaticky pomocí aplikací pro tvorbu obsahu nebo zařízení používaných k vytváření souborů bez zásahu uživatele.
Jelikož metadata často nejsou jasně viditelná v aplikacích pro tvorbu obsahu (v závislosti na aplikaci a jejím nastavení), existuje riziko, že uživatel o jejich existenci nebude vědět nebo na ně zapomene, a pokud je soubor sdílený, soukromé nebo důvěrné informace budou neúmyslně odhaleny. Účelem softwaru pro odstraňování metadat je minimalizovat riziko úniku takových citlivých dat.
Software pro odstraňování metadat, který v současnosti existuje, lze rozdělit do čtyř skupin:
- Integrální nástroje pro odstraňování metadat, které jsou součástí některých aplikací, jako je Document Inspector v Microsoft Office
- Nástroje pro hromadné odstraňování metadat, které dokáží zpracovat více souborů najednou
- Doplňky e-mailových klientů, které jsou navrženy tak, aby odstranily metadata z příloh e-mailů těsně před jejich odesláním
- Serverové systémy, které jsou navrženy tak, aby automaticky odstraňovaly metadata z odchozích souborů přes síťovou bránu